# Limelight Department
Das Limelight Department (dt.: „Rampenlicht-Abteilung“) war eines der ersten Filmstudios der Welt. Ab 1898 wurde es von der Salvation Army in Melbourne, Australien, betrieben. Das Limelight Department stellte ab 1891 evangelistisches Material für die Heilsarmee her, unter anderem auch lantern slides (Projektionsmaterial für die Laterna magica), sowie Auftragsfilme für private und staatliche Auftraggeber. In den 19 Jahren des Bestehens produzierte das Limelight Department etwa 300 Filme von unterschiedlicher Länge und war damit einer der größten Filmproduzenten seiner Zeit.

## Anfänge
Das Limelight Department begann 1891 mit der Produktion, damals noch nicht offiziell als Einrichtung der Salvation Army. der Heilsarmee-Adjutant Joseph Perry gründete ein Photostudio in Ballarat, Victoria, um das Einkommen des Prison Gate Home der Heilsarmee aufzubessern. Zu dieser Zeit war Perry selbst beurlaubt, weil seine Frau Annie kürzlich verstorben war. Perry musste nun die drei gemeinsamen Kinder allein aufziehen. Im September 1891 wurde Perry zeitweise wieder dem Australasian Headquarters in Melbourne zugeteilt um den Commander, Commissioner Thomas Coombs, beim Erstellen einer Präsentation von General William Booths Programm „In Darkest England“ zu helfen. Zu dieser Zeit verwendete Perry lantern slides, mit welchen handkolorierte Fotografien auf eine große Leinwand projiziert wurden. Coombs war beeindruckt von der Qualität und Effektivität der Präsentation und versetzte Perry dauerhaft nach Melbourne. Das Limelight Department wurde offiziell am 11. Juni 1892 gegründet.
1896 wurde Commissioner Coombs als Australasian Commander durch General Booths jüngsten Sohn, Commandant Herbert Booth, ersetzt. Booth war sofort von der Innovation des Limelight Department eingenommen und gab Perry die Freiheit und die finanzielle Unterstützung, damit er das neu entwickelte Medium Film nutzbar machen konnte. Unter Booths Leitung begann Perry 1898 mit der Arbeit an der Präsentation Social Salvation, einer der ersten Präsentationen ihrer Art, in welcher die traditionellen Lantern Slides mit Filmsegmenten kombiniert wurden. Am 20. Dezember 1899 veranstaltete das Limelight Department die Premiere der Serie Passion im Collingwood Corps. Die Präsentation bestand aus dreizehn 90 Sekunden langen Abschnitten, welche das Leben von Jesus darstellten von der Geburt bis zum Tod. Die Präsentation war vom Stil her ähnlich mit der Präsentation, welche die Lumiere Company etwas früher erstellt hatte. Da aber keiner der Originalfilme überdauert hat, ist nicht klärbar, ob das Limelight Department Material von Lumière in der Präsentation verwendet hat.

## Soldiers of the Cross
Die wichtigste Innovation des Limelight Department wurde 1899 eingeführt, als Booth und Perry die Arbeit an der Show Soldiers of the Cross begannen, dem wohl ersten abendfüllenden Film.
Die Präsentation bestand aus fünfzehn Abschnitten mit jeweils neunzig Sekunden sowie 200 Lantern Slides und lief über fast 2½ Stunden. Während einiges von Lumieres Material in der Eröffnungssequenz des Films verwendet wurde, wurde die Mehrheit des Filmmaterials in Melbourne gefilmt, entweder im Dachgeschoss der 69 Bourke Street, im Tennis-Platz des Murrumbeena Girls Home, oder in dem Pool des Richmond Baths.
Die Präsentation selbst fokussierte sich auf das Leben und den Tod der frühen christlichen Märtyrer und kostete 550 £. Die Szenen galten in ihrer Zeit als extrem brutal, inklusive solcher Bilder wie der Steinigung des Heiligen Stephanus, der Verbrennung von Polykarp und zahlreichen unbenannten Christen, die gefoltert, enthauptet, getötet von Gladiatoren, ertränkt oder lebendig verbrannt worden waren. An der Produktion waren 150 Offiziere der Salvation Army aus Melbourne beteiligt. Die vielen Todesszenen forderten ihren Tribut. Die Darsteller erlitten verschiedene Verletzungen, inklusive versengter Haare und Augenbrauen von den eingesetzten Feuern. Die Präsentation hatte am 13. September 1901 Premiere in der Melbourne Town Hall, wo sich eine Menge von drei- bis viertausend Menschen versammelt hatte. Ein Rezensent schrieb, dass mehrere Frauen wegen den Todesszenen in Ohnmacht fielen.

## The Federation of Australia
Soldiers of the Cross festigte die Stellung des Limelight Department als wichtiger Akteur in der frühen Filmindustrie. Die Show Soldiers of the Cross wurde jedoch durch auf die Show Inauguration of the Australian Commonwealth in den Schatten gestellt, als das Limelight Department beauftragt wurde 1901 die Federation of Australia zu verfilmen. Die Regierung von New South Wales hoffte, dass der Film eine unzerstörbare Aufzeichnung der Ereignisse sein könnte. Es ist von dem Filmmaterial jedoch nur wenig übrig. Perry stellte fünf Kameras an verschiedenen Stellen der Prozessionsroute auf und musste eine Feuerwehrkutsche benutzen, um schnell von einer Kamera zur nächsten zu kommen.

## Blütezeit
Damit Soldiers of the Cross von möglichst vielen Zuschauern gesehen werden konnte, gründete das Limelight Department Gruppen, die als Biorama Companies durch das Land zogen. Teams aus Musikern, Lektoren und Filmvorführern reisten durch Australien und führten die Shows des Limelight Department vor. Vorführungen wurden generell in lokalen Hallen, aber manche Biorama Companies nutzten die Außenwände von Gebäuden als Projektionshintergrund, so dass Passanten zuschauen konnten. Als Herbert Booth die Salvation Army verließ und das originale Material von Soldiers of the Cross mitnahm, wurde er durch Commissioner Thomas McKie ersetzt. McKie ermutigte die Expansion des Limelight Department, die Einrichtung zusätzlicher Biorama Companies und sogar ein Remake von Soldiers of the Cross 1909, mit dem Titel Heroes of the Cross. Neben dem evangelistischen Material für die Biorama Companies, produzierte Limelight viele Filme für private Kunden und die Regierung. Die bekanntesten dieser Filme waren die Aufzeichnungen der königlichen Besuche des Duke und der Duchess of York (später: Georg VI.) zur Eröffnung der ersten Sitzung des Parliament of Australia (die Sitzung selbst konnte wegen der schlechten Lichtverhältnisse nicht gefilmt werden), der Besuch von Amerikas Great White Fleet, und das Truppenkontingent von Victoria, welches zum Zweiten Burenkrieg nach Südafrika aufbrach. Diese privaten Aufträge brachten dem Limelight Department Kapital, mit welchem die eigenen Produktionen verwirklicht werden konnten, sowie Einsätze anderer Programme der Heilsarmee finanziert wurden.

## Ende des Limelight Department
1910 wurde McKie durch den Australasian Commander ersetzt, welcher damals der konservative Commissioner James Hay war. Hay hatte die Einstellung, dass die Kirche nicht mit dem Kino involviert sein sollte und schloss das Limelight Department in dessen Blütezeit. In seiner Autobiographie Aggressive Salvationism schrieb Hay: „Das Kino, wie es von der Salvation Army betrieben wurde, hatte zu Schwäche und Oberflächlichkeit geführt, die mit echtem Salvationismus unvereinbar war, und wurde von mir komplett beendet“ („the cinema, as conducted by The Salvation Army, had led to weakness and a lightness incompatible with true Salvationism and was completely ended by me“).

## Soldiers of the Crossals weltweit erster Themenfilm
Soldiers of the Cross wurde oft als erster Themenfilm bezeichnet, jedoch stellt die Länge des Materials, die Länge der Präsentation und die Kontinuität des Drehbuchs diese Aussage in Frage.
Ein feature film wird generell definiert als Film mit einer Länge über 60 Minuten mit einer durchgängigen Storyline. Das Filmmaterial in Soldiers of the Cross umfasst dagegen nur etwa 22½ Minuten. Außerdem bietet der Film keine durchgängig Story, sondern eher eine Sammlung verschiedener Geschichten. Die komplette Show dauert jedoch über 2 Stunden. Außerdem ist die Show aufgebaut wie eine moderne Multimedia-Präsentation, mit einer Mischung aus Text, Graphiken, Illustrationen mit Standbildern und bewegten Bildern. Die erste australische digital production multi-media company war Brigalow Publishing in Canberra, welche erst in den späten 1980ern gegründet wurde.
1902 im Jahr nach Soldiers of the Cross produzierte das Limelight Department Under Southern Skies, einen Dokumentarfilm über das Leben in Australien von der europäischen Besiedlung bis zur Federation. Dieser Film lieg über mehr als 100 Minuten, aber als Dokumentarfilm gilt er nicht als Feature Film. Heroes of the Cross lief über ca. 75 Minuten und hatte eine klarere Storyline; dieser Film wurde jedoch erst 1909 produziert, drei Jahre nach The Story of the Kelly Gang (1906), dem offiziell ersten Feature Film.

## Vermächtnis
Das originale Studio steht heute noch und wird von der Salvation Army-Australia Southern Territory Archives and Museum gepflegt. Einer der Filme ist in der Dokumentation der Inauguration of the Australian Commonwealth mit verarbeitet.

## Filmographie
Einige Filme wurden von den Biorama Companies erworben, aber ursprünglich nicht vom Limelight Department produziert.
- Social Salvation (1898)[5]
- The Salvation Army Congress, Melbourne (1898)[1]
- Passion Films (1899)
- Boys bathing at Riverview[5][6]
- Falling trees and burning same at Riverview[6]
- The Early Day Christian Martyrs (1900)
- Soldiers of the Cross (1900)[1]
- Second Victorian Contingent Leaving Melbourne (1900)
- The arrival of Lord Roberts[6]
- Counting sheep on a station[6]
- Fire engine working at Hordern’s big fire in Sydney (1901)[7][6]
- Feeding pigs[6]
- Steeplechase[6]
- Seas breaking at Warrnambool[6]
- Inauguration of the Australian Commonwealth (1901)[1]
- Royal Visit To Open The First Commonwealth Parliament (1901)
- Royal Visit of the Duke and Duchess of Cornwall and York to New Zealand (1901)[1]
- Aboriginal Life (1901)
- Under Southern Skies (1902)
- Lazarus (1902)
- Bushranging in North Queensland (1902)
- Waimangu Geyser in action[8]
- Two tramps[9]
- Gabriel Grub[9]
- The doctor’s fee[9]
- Bad coffee[9]
- March past of Salvationists[9]
- High sea fishing[9]
- Count in search of a wife[9]
- Robbing the mail[9]
- Christ Among Men (1906)[10][9][11]
- The Gardener’s Nap[12]
- Caught by the Tide[12]
- Raid on a Corner Den[12]
- The Aeroplane[12]
- Chicago Brigade[12]
- A Rough Sea[12]
- Character Retrieved[12]
- The Heart Governs the Head[13]
- Message from the Sea[13]
- The Blind Man's Child[13]
- Oh, that Molar[13]
- Oh, that Hat[13]
- The Terrible Kids[13]
- How the Bulldog saved the Union Jack[13]
- The Fire at Sea[13]
- The Grand Memorial Service (1908)
- The Great White Fleet Visits the Antipodes (1908)
- Heroes of the Cross (1909)
- The Scottish Covenanters (1909)